# Nesticus lula
Espèce
Nesticus lula est une espèce d'araignées aranéomorphes de la famille des Nesticidae.

## Distribution
Cette espèce est endémique de Géorgie aux États-Unis,. Elle se rencontre dans le comté de Walker sur le mont Lookout (en) dans les grottes Lula Falls Cave et Bee Rock Cave.

## Description
Le mâle holotype mesure 3,57 mm et les femelles de 3,48 à 3,67 mm.

## Systématique et taxinomie
Cette espèce a été décrite par Zigler et Milne en 2022.

## Étymologie
Son nom d'espèce lui a été donné en référence au lieu de sa découverte, la Lula Falls Cave.

## Publication originale
- Zigler & Milne, 2022 : « Two new Nesticus Thorell, 1869 (Araneae: Nesticidae) from caves in northwest Georgia, USA. » The Journal of Arachnology, vol. 50, no 3, p. 292-300.